# Wicked Science
Wicked Science (tựa tiếng Việt: Khoa học huyền bí) là một seri phim truyền hình của Úc, được trình chiếu vào ngày 2 tháng 7 năm 2004. Phim này được chiếu trên kênh Network Ten của Úc từ năm 2004 đến năm 2006 và sau đó được kênh Disney Channel mua bản quyền.

## Nội dung
Wicked Science xoay quanh câu chuyện về 2 học sinh trung học Toby Johnson và Elizabeth Hawke bị đột biến gen và trở thành thần đồng khoa học một cách bí ẩn. Bình thường Toby là một học sinh luôn gặp khó khăn với bài tập về nhà và các nữ sinh. Elizabeth là học trò cưng của các giáo viên. Ở trường không một học sinh nào ưa Elizabeth và người duy nhất Elizabeth thích là Toby. Một hôm, hai người tự dưng bị một tia xung điện từ lạ chiếu vào người và điều đó khiến cho mọi thứ thay đổi. Họ bỗng nhiên trở thành những thiên tài về khoa học. Mới đầu Toby không thể quen được và điều khiển được món quà trời cho này, và có vẻ không dễ chịu lắm với nó. Còn Elizabeth thì lại rất vui mừng với sức mạnh, quyền lực mà cô mới tìm ra này. Cô ta muốn chi phối, thống trị cả ngôi trường, và sử dụng món quà này như một thứ vũ khí tối cao để có được danh vọng và quyền lực. Toby không hề thích điều này, nhưng cậu ấy là người duy nhất có thể ngăn cản Elizabeth.

## Nhân vật
- Toby Johnson (do Andre de Vanny đóng): Toby là một học sinh bình thường học tại trường trung học Sandy Bay. Cậu là một trong 2 học sinh bị đột biến trong vụ tai nạn gây ra bởi một thí nghiệm đã khiến cậu trở thành thần đồng khoa học. Hai người bạn thân nhất của cậu là Russ và Dina. Toby có tình cảm với Nikki, cô bạn xinh đẹp học cùng lớp.
- Elizabeth Hawke (Bridget Neval): Elizabeth là người còn lại cũng gặp tai nạn và trở thành thần đồng khoa học cùng với Toby. Khác với Toby, Elizabeth muốn dùng năng lực thần đồng của mình để thống trị cả ngôi trường. Cô không thích một ai trong trường ngoại trừ Toby, nhưng không được đáp lại vì Toby thích Nikki. Mỗi khi thấy Toby ở bên Nikki, Elizabeth lại ghen và chứng tỏ rằng cô có thể làm bất cứ điều gì cô muốn cho dù nó có đi xa tới đâu.
- Russ Skinner (Benjamin Smideg): Russ là bạn thân của Toby. Cậu thích trượt ván và ăn pizza. Tuy không phải là một người khéo léo, nhưng cậu vẫn là một người bạn rất trung thành và can đảm.
- Dina Demeris (Saskia Burmeister): Dina là bạn thân của Toby và Russ. Cô rất thông minh, dễ thương và đôi khi lúng túng trước con trai. Cô rất ghét Elizabeth. Ở phần 2, Dina đi Hồng Kông nên nhân vật này đã được thay thế bởi Sasha.
- Sasha Johnson (Greta Larkins): Cô em họ người Nga của Toby. Cô chuyển đến học trường Sandy Bay ở phần 2.
- Verity (Emma Leonard): Verity là bạn thân nhất của Elizabeth từ hồi học tiểu học và thường làm trợ tá cho Elizabeth trong các thí nghiệm, sáng chế. Những khi thấy Elizabeth đi quá xa, Verity thường không đủ bình tĩnh, tự tin để lên tiếng ngăn cản.
- Garth (Brook Sykes): Garth là học sinh đầu gấu ở trường, và thường làm gián điệp cho Elizabeth để theo dõi Toby. Garth luôn hào hứng với những cuộc đấu nhau, đặc biệt là đấu với Russ.
- Nikki: Cô bạn xinh đẹp học cùng lớp với Toby, và là người mà Toby có tình cảm đặc biệt. Cô làm việc ở quán cà phê của gia đình.
- Jack: Em trai của Nikki, cũng làm việc ở quán cà phê. Cậu ta là một người tò mò,tọc mạch chuyên theo dõi Toby và Elizabeth để tìm hiểu về bí mật của họ. Cậu ta thường lợi dụng những lúc Toby và Elizabeth không có mặt để xoi mói, xem xét, nghịch ngợm những đồ vật, dụng cụ trong phòng thí nghiệm của 2 người và điều đó đã gây ra rất nhiều rắc rối cho Toby và Elizabeth.